# Gouverneur (Saint-Barthélemy)
Pour les articles homonymes, voir Gouverneur.
Gouverneur est un quartier résidentiel et une plage de Saint-Barthélemy dans les Caraïbes. Elle est située dans la partie la plus méridionale de l'île, à environ 2 km au sud-est de la ville principale de Gustavia. Ce village est connue pour la plage de l'Anse de Gouverneur et la villa de Roman Abramovich.

## Géographie
Gouverneur est à l'origine une réserve naturelle vide. En 1957, David Rockefeller achète une propriété de 28 acres sur une colline surplombant la plage et la mer. Le terrain a ensuite été vendu au promoteur immobilier Francis Goelet, qui y a construit une villa. Dans les années 1970, Gouverneur devient un quartier résidentiel. En 2020, cette villa est devenue la propriété du milliardaire russe Roman Abramovich,,.
Sur la colline, il y a de nombreuses petites grottes  qui peuvent être le cadre de visites guidées au cours desquelles on peut voir de nombreux fossiles.

## Anse de Gouverneur

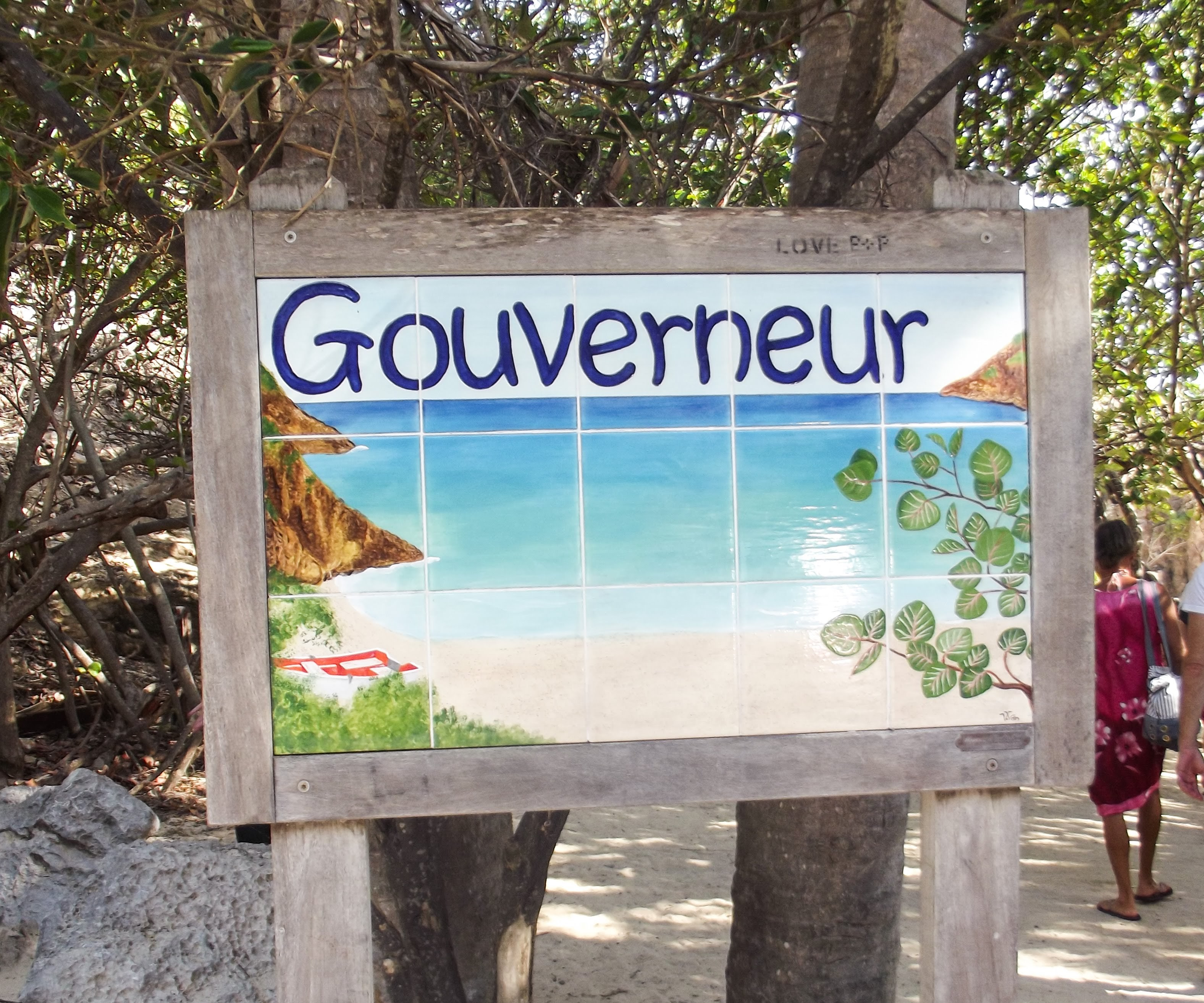
Panneau de la plage de Gouverneur.

L'anse de Gouverneur, appelée également plage de Gouverneur, est une plage de sable blanc située au sud de l'île. On y accède par une route sinueuse qui mène au parking. La plage est entourée de rochers et de hautes dunes couvertes de liseron,. C'est un endroit calme mais dépourvu de toute installation,. Le côté ouest est réservé aux nudistes.
Selon une légende, le boucanier Daniel Montbars aurait enterré ses trésors à l'Anse de Grande Saline ou à Gouverneur.